# Eritrichium petiolare
Eritrichium petiolare är en strävbladig växtart som beskrevs av Wen Tsai Wang. Eritrichium petiolare ingår i släktet Eritrichium och familjen strävbladiga växter.

## Underarter
Arten delas in i följande underarter:
- E. p. subturbinatum
- E. p. villosum